# Америчка готика
Америчка готика је слика америчког сликара реализма Гранта Вуда, насликана 1930. године током Вудове посете родној Ајови, након дугогодишњег студирања уметности у Паризу.
Слика је висока 78 центиметара и широка 65,3 центиметара и изложена је у Институту уметности у Чикагу.
Сматра се да је Америчка готика креирана као сатира народа који живи у Средњем западу Сједињених Америчких Држава, иако је то Вуд порицао када је слика први пут изложена у галерији. Становници Ајове су сматрали да је слика карикатура америчког народа, док је Вуд сматрао да је његова слика приказ обичног радног народа у Америци. Слика је достигла свој статус када је у току Велике депресије слика представљена као симбол обичног народа и његовог истрајног и несаломивог патриотског духа. Овај контроверзни приказ радничког народа тадашње Америке помогао је слици да постане култно дело америчке културе ("американе") и једно од најпознатијих дела модерног сликарства у Америци.
Слика приказује мушкарца и жену који стоје испред куће која је изграђена у целости од дрвета осим једног прозора који је израђен у архитектонском стилу столарске готике. Ова кућа, базирана је на правој кући која се налази у граду Елдону у Ајови. Мушкарац у својој десној руци држи виле и обучен је у комбинезон израђен од тексаса, док је жена обучена у кецељу са шаром из доба колонијализације америчког континента. Грантова сестра, сликарка Нен Вуд била је модел за жену на слици, док је Грантов зубар, Бајрон Мекеби послужио као модел за мушкарца.
Од свог првог приказивања народу, 1930. године слика је претежно била изложена у Институту уметности у Чикагу. У периоду од 2016. до 2017. године, слика је напустила Сједињене Америчке Државе и била изложена у Музеју Оранжерије у Паризу, и у Краљевској академији уметности у Лондону.
Проста композиција слике и њена памтљивост популаризовали су је у популарној култури, па је ова слика пародирана у филмовима као што је Rocky Horror Picture Show и Мулан и серијама као што су Сунђербоб Коцкалоне (1999 - ) и Очајне домаћице (2004 - 2012).

## Опис
Америчка готика представља приказ просечног земљорадничког народа који је живео у Ајови и другим земљама Средњег запада Сједињених Америчких Држава. Насупрот популарном мишљењу, слика не приказује брачни пар већ оца и његову ћерку. Иза овог пара налази се кућа која је изграђена од дрвета, која у свом центру има прозор који је израђен у готичком стилу градње. Ова кућа је базирана на Дибл кући која се налази у Елдону у Ајови. Директан утицај на издраду ове слике била је слика Портрет Андолфинијевих, холандског уметника Јан ван Ајка.
Кћерка, базирана изгледом на Грантову сестру Нен Вуд, носи кецељу са шаром која је слична онима које су се носиле у време колонизације Сједињених Америчких Држава. Шара са њене кецеље се проналази и на завесама готичког прозора куће у позадини. Отац, базиран изгледом на Грантовог зубара Бајрона Мекебија, носи на себи радни комбинезон израђен од тексаса, а преко њега обичан сако. Симбол паралелних усправних линија се понавља у кошуљи коју човек носи, као и у његовим вилама, и у даскама од којих је кућа у позадини изграђена. На трему куће налазе се биљке свекрвин језик (лат. Dracaena trifasciata) и бегонија, које су се појавиле на Грантовом портрету његове мајке "Жена са цвећем" којег је насликао годину дана пре почетка рада на слици Америчка готика. Трозубасти облик вила се такође понавља у лицу старијег човека, као и на његовом комбинезону, и на прозору куће. Стручњаци сматрају да је Грант представио човека као чувара, неког ко стрепи од странаца и ко се бори да одбрани оно што је његово.